# دنو (روسیه)
شهر دنو (به روسی: Дно) در کشور روسیه و در اوبلاست پسکوف واقع شده‌است.